# 大日本武徳会武道専門学校 (旧制)

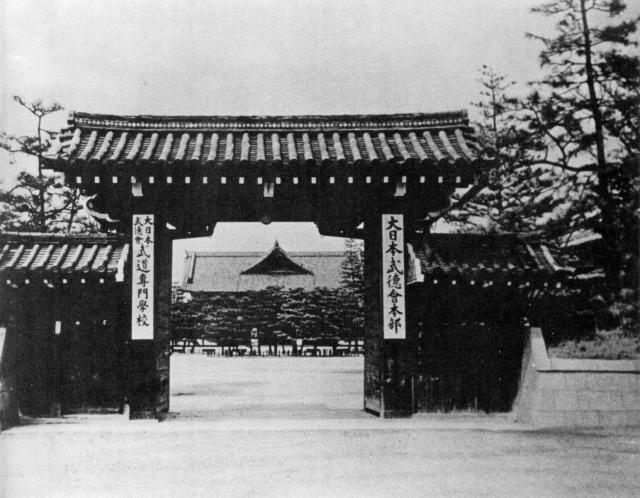
大日本武徳会武道専門学校正門（旧武徳殿）

大日本武徳会武道専門学校（だいにっぽんぶとくかいぶどうせんもんがっこう）は、かつて京都府京都市左京区にあった私立の旧制専門学校。略称は武専。
学校教育における武道指導者を養成するため、大日本武徳会によって設立・運営された。

## 概要

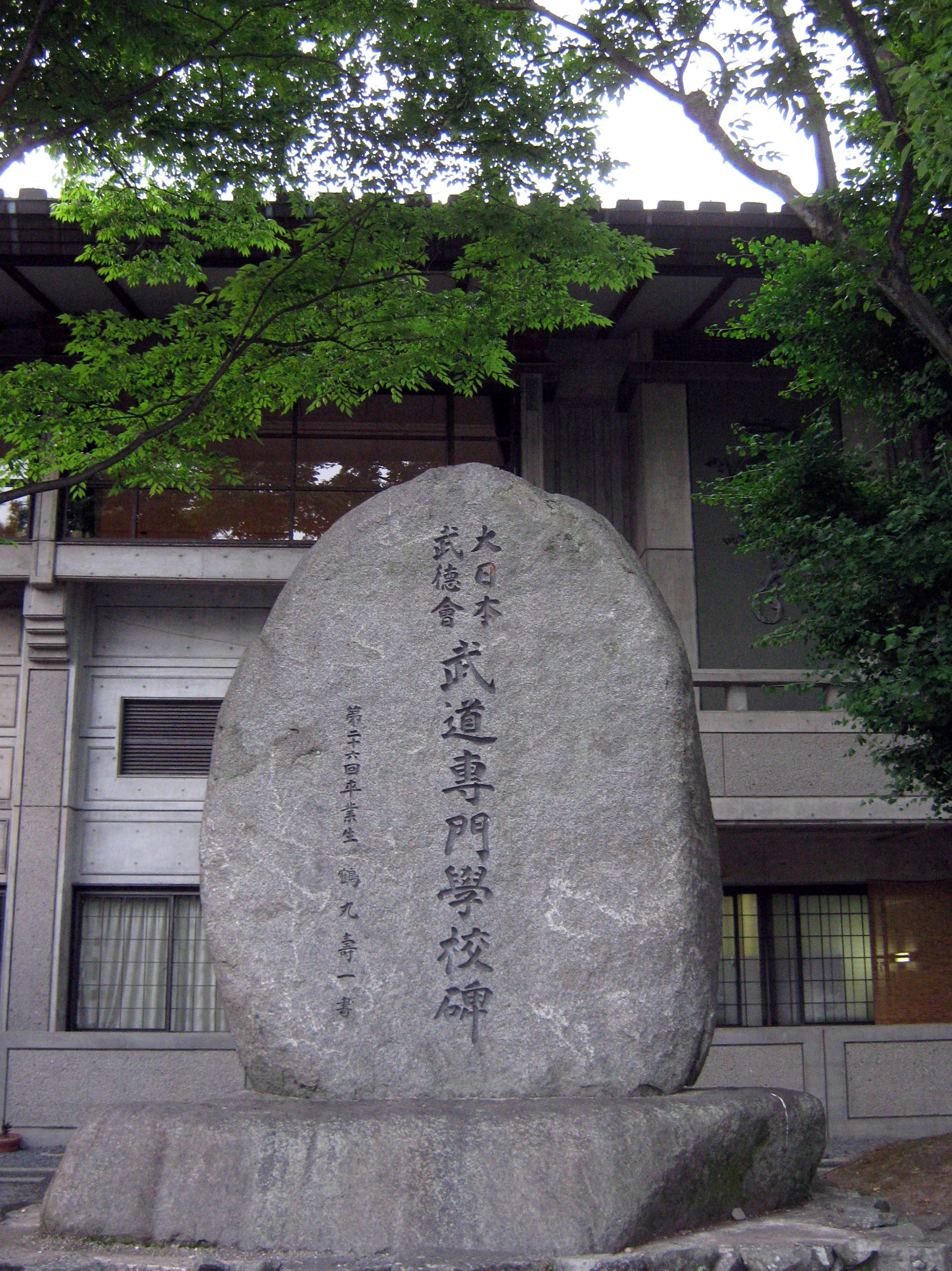
校舎跡に建つ武道専門学校記念碑

1905年（明治38年）に設立された武術教員養成所を起源とする。設立の趣旨は大日本武徳会の目的に沿うもので、武士道精神の涵養や精神鍛錬が説かれた。
旧制中等教育学校における武道指導者を養成することを主眼に置いており、学生は剣道か柔道のいずれかを専攻し、併せて武道を研究・理解するために国語や漢文の教育も行われていた。
旧制高等学校にも匹敵する教科教育と、時には死者すら出ることのあった激しい稽古が行なわれ、東京高等師範学校、日本体育専門学校、国士舘専門学校と並ぶ、国内屈指の武道家育成校であった。
学科課程の充実に伴い、卒業者には最終的に武道（剣道・柔道）、国語、漢文の科目に関して中等学校教員無試験検定が認められるようになった。
太平洋戦争で日本が敗戦し、連合国軍最高司令官総司令部 (GHQ) 指令によって武道の禁止と大日本武徳会の解散がなされたことを受け、教科教育を授ける「京都文科専門学校」に改称・改編して生き残りを図ったが適わず、1947年（昭和22年）1月に最後の卒業式を行い廃校となった。

## 校訓
1. 忠君愛国ノ大義ハ武徳ノ本領ナリ宜シク平素心身ヲ鍛錬シ義勇奉公ノ修養ヲ怠ル可カラス
2. 名誉廉恥ハ武道家ノ生命ナリ苟モ怯懦垢汚背信ノ行為アル可カラス
3. 礼譲慈憫ハ武道ノ精華ナリ苟モ長ヲ凌キ少ヲ侮リ他人ヲ侮蔑スルノ行為アル可カラス
4. 質素ハ剛健ノ本ニシテ浮華ハ惰弱ノ源ナリ相切磋シ厳ニ軽佻淫靡ノ行為ヲ戒ム可シ
5. 上長ニ対シテハ恭礼ヲ尽シ克ク其ノ命令ニ服従シ以テ規律節制ノ慣習ヲ養成ス可シ

## 特色・エピソード
| 詰襟制服の武専生（栗原民雄） |  | 和装の武専生（湊庄市） |
| 詰襟制服の武専生（栗原民雄） |  | 和装の武専生（湊庄市） |

- 1920年代初めまで授業料を徴収しなかったが、その一方で本科・研究科とも、最低限必要な武道の段位を取得しなければ卒業できない規則があった。
- 入学は男子のみが許される男子校であった。
- 剣道は、1年生は切り返しのみ、2年生は切り返しと掛かり稽古のみで、地稽古は3年生・4年生になってから許された。試合技術を身につけるのではなく、真に地力をつけるための基礎作りが徹底され、現代の剣道では見られない足搦みや組討ちなども行われていた。
- 学科の教授は京都帝国大学の教授が務めた。
- 生徒の制服には詰襟学生服が定められていたが、和装を好む者が多く、所定の角帽に紋付羽織袴・下駄の出て立ちが武専生のトレードマークとなっていた。
- 初期は寮が存在し生徒は寮中心の生活を送ったが、後に無くなった。
- 月に一回、4年生による制裁会（反省会）があり、3年生以下は正座させられ、2時間説教された。普段の生活においても欠礼すると殴られるなど、上下関係に厳しいいわゆる体育会系の校風であった。
- 「押忍（オス）」は武専で生まれた挨拶であるという[1]。「おはようございます」が「オワス」となり「オス」に短縮したといわれる。

## 沿革
- 1905年（明治38年）10月1日 - 大日本武徳会が京都府京都市左京区に「武術教員養成所」を設立。剣術・柔術を指導した。
- 1911年（明治44年）9月 - 武術教員養成所を「武徳学校」に改称。京都府知事から、私立学校令に基づく学校として認可を受ける。当初は中学部とその上級課程にあたる師範部からなる2部制にする予定であったが、師範部のみ置かれた。予科1年・本科2年の3年制。
- 1911年（明治44年） - 「武徳会専門学校」に改称。
- 1912年（明治45年）1月23日 - 武徳学校を「私立大日本武徳会武術専門学校」に改称。専門学校令による専門学校となる。本科と国語漢文兼修科（それぞれ3年制）からなる。
- 1914年（大正3年）4月14日 - 本科卒業者対象の研究科（2年制）を置く。
- 1917年（大正6年）4月11日 - 国語漢文兼修科を廃止。本科の修業年限を4年制に延長。
- 1918年（大正7年）
  - 4月 - 撃剣・柔術科目の教員無試験検定校に認められる。
  - 9月10日 - 課程を改正。
- 1919年（大正8年）
  - 8月1日 - 「私立大日本武徳会武道専門学校」に改称。
  - 8月21日 - 文部省令により校名から「私立」を削除し、「大日本武徳会武道専門学校」に改称。
- 1921年（大正10年） - 本科卒業者に、独自に「大日本武徳会武道専門学校武道学士」の称号を授与する。
- 1923年（大正12年）4月13日 - 校則を改め、従来まで無償だった授業料の徴収を開始する。
- 1926年（大正15年）2月2日 - 国語漢文教員無試験検定が認可される。
- 1929年（昭和4年） - 軍事教練を科目に加える。
- 1934年（昭和9年）6月8日 - 高等女学校・女子師範学校卒業者対象の「薙刀術教員養成所」（1年制）を併設。
- 1943年（昭和18年） - 戦時統制により修業年限を3年に短縮。
- 1944年（昭和19年）4月 - 「大日本武道専門学校」に改称[2]。
- 1945年（昭和20年）11月24日 - 「薙刀道教員養成所」（1944年頃に「薙刀術 - 」から改称）が解散。
- 1946年（昭和21年）
  - 2月23日 - 連合国軍最高司令官総司令部による武道禁止令を受け、武道科目廃止。在校生の救済措置として通常の教科教育を授ける「京都文科専門学校」に改称・改編[3]。
  - 4月頃 - 校地が連合国軍に接収されたため、学校を大雲院内に移転。
  - 11月9日 - 大日本武徳会は自主解散が認められず、総司令部指令に基づくポツダム命令の一環として出された内務省令により解散となり、同会の財産は全部没収される[4]。
- 1947年（昭和22年）1月31日 - 廃校が認可される[5]。
- 1978年（昭和53年） - 「京都文科専門学校」卒業者に対して、改めて「武道専門学校」の名で卒業証書が授与された。

## 著名な学校関係者

### 歴代校長
1. 折田彦市（1911年 - 1912年6月）
2. 仁保亀松（1912年6月 - 1916年3月）
3. 久保敏樹（1916年3月 - 1918年2月、事務取扱）
4. 劉須（1918年2月 - 1919年2月）
5. 西久保弘道（1919年2月 - 1926年11月）
6. 大津麟平（1926年11月 - 1930年4月）
7. 根岸和一郎（1930年4月 - 1935年6月）
8. 森寿（1935年6月 - 1942年3月）
9. 関本幸太郎（1942年4月 - 1943年3月、事務取扱）
10. 細川長平（1943年4月 - 1946年3月）
11. 鈴鹿登（1946年4月 - 1947年3月）

### 教員

#### 文科教員
- 狩野直喜（漢文）
- 藤井乙男（国語）
- 小西重直（教育）
- 鈴鹿登（国文）
- 小出英経（国文）
- 崎山宗秀（漢文）
- 中野長右衛門（漢文）
- 藤井健治郎（国民道徳、倫理）
- 鈴木虎雄（漢文）
- 高瀬武次郎（東洋倫理、漢文）
- 林森太郎（国文）
- 北村直躬（体育理論）
- 笹川久吾（解剖生理）
- 岡道固（心理）
- 佐保田鶴治（国民道徳、倫理）
- 春田操（生理衛生）
- 加藤仁平（教育）
- 富森大梁（日本史）
- 古賀太吉（武道史）

#### 武科教員

##### 剣道
- 内藤高治（主任教授）
- 矢野勝治郎
- 小川金之助
- 宮崎茂三郎
- 近藤知善
- 四戸泰助
- 津崎兼敬
- 佐藤忠三
- 黒住龍四郎
- 佐藤豊之助
- 若林信治
- 唯要一
- 菅三郎

##### 柔道
- 磯貝一（主任教授）
- 田畑昇太郎
- 大澤保三郎
- 稲葉太郎
- 福島清三郎
- 栗原民雄
- 森下勇
- 石野基恒

### 卒業生

#### 剣道
- 持田盛二（武術教員養成所）
- 中野宗助（武術教員養成所）
- 斎村五郎（武術教員養成所）
- 堀正平（武術教員養成所）
- 大島治喜太（武術教員養成所）
- 古賀恒吉（武術教員養成所）
- 近藤知善（1期）
- 甲田盛夫（4期）
- 佐々木季邦（5期）
- 津崎兼敬（6期）
- 菅三郎（6期）
- 政岡壹實（7期）
- 黒住龍四郎（8期）
- 佐藤忠三（8期）
- 唯要一（10期）
- 小澤武（15期）
- 鷹尾敏文（22期）
- 山根幸恵（30期）
- 村山慶佑（34期）
- 佐倉善四郎（34期）
- 重岡曻

#### 柔道
- 福島清三郎（武術教員養成所）
- 栗原民雄（5期）
- 古沢勘兵衛（11期）
- 道上伯
- 松本安市
- 吉松義彦
- 橋元親
- 阿部謙四郎
- 中村日出夫
- 大館勲
- 新原勇

## 備考
警視庁の武道専科も「武専」と呼ばれているが、大日本武徳会の武専と直接の関係は無い。